# Утопія (книга)
«Золота книжечка, така ж корисна, як і забавна, про найкращий устрій держави і про новий острів Утопія» (популярна скорочена назва «Утопія») — твір англійського письменника Томаса Мора, в якому тодішньому європейському суспільству протиставляється ідеальне суспільство, без приватної власності. Від назви твору походить назва жанру літератури про ідеальне суспільство — утопія.

## Історія написання
«Утопія» написана впродовж 1515-1516 років латинською мовою. Роботу над книгою Мор розпочав улітку 1515 року під час перебування у Фландрії, куди виїхав у складі англійського посольства для ведення переговорів з делегацією кастильського принца Карла (пізніше — імператора Карла V) у справі відновлення торгівлі між Англією та Нідерландами, а закінчив у Англії. Спочатку була написана друга книга «Утопії», а опісля — перша. Видана 1516 року в бельгійському місті Лувені.

## Структура та сюжет
Твір поділений на дві книги — в першій іде мова про несправедливість і нерозумність суспільного устрою, що панував у Європі, а в другій описується досконале суспільство острова Утопія (назва утворена Мором з давньогрецьких слів: грец. ού — «не» та грец. τόπος — «місце», тобто «неіснуюче місце»), про яке автору та його другу Петру Егідію (Пітеру Гіллесу) розказує мандрівник Рафаїл Гітлодей. Перед першою книгою поміщено лист Томаса Мора Петру Егідію.

### Вступ
«Томас Мор шле привіт Петру Егідію»
У листі автор просить свого друга висловити думку про книжечку, в якій він переказує їхню з Рафаїлом розмову, та просить уточнити деякі деталі. Також він пояснює чому затягнулося написання твору.

### Книга перша
«[Розповідь], яку вів видатний муж Рафаїл Гітлодей про найкращий устрій держави, в переказі знаменитого мужа Томаса Мора, громадянина й шерифа славного британського міста Лондона»
Томас Мор у складі англійського посольства прибуває до Фландрії. Там він зустрічає свого друга Петра Егідія, який знайомить його з моряком та мандрівником Рафаїлом Гітлодеєм, супутником Амеріґо Веспуччі. Втрьох вони розмовляють. Спочатку Рафаїл ділиться своїми спостереженнями з мандрів про різні краї та різні устрої держави. На запитання чому він, мудрий і досвідчений, не піде на службу до якогось володаря, мандрівник відповідає, що володарі є глухі до порад, які корисні державі загалом, а не конкретно їм. Нещадній критиці піддається суспільний лад, що панує в Європі загалом та в Англії зокрема. Засуджується жадність і марнотратство багатих, через які страждає більшість населення. Причиною всіх нещасть Рафаїл називає приватну власність, яка змушує людей турбуватись про власне, а не суспільне добро і наводить в приклад острів Утопію, де немає приватної власності, де всі живуть в щасті й достатку, острів, який він би ніколи не покинув, якби не бажання розповісти про нього іншим. Друзі просять Рафаїла детально описати їм цей острів.

### Книга друга
«Розповідь Рафаїла Гітлодея про найкращий державний устрій в переказі Томаса Мора, лондонського громадянина і віконта.»
Описується географія острова і його історія: колись це не був острів, а звичайний дикунський край. Сюди прийшов і здобув перемогу Утоп, на честь якого тепер називається острів. Утоп наказав прорити канал, який відділив новостворений острів від суші та підняв культуру і освіченість варварського народу. На острові є 54 однакові міста, серед яких є головне — Амаурот. Люди навперемінно живуть в селах та містах.

#### Про місто, особливо про Амаурот
Місто за формою майже квадратне, забудоване триповерховими будинками, оточене високими мурами. Оскільки немає приватної власності ніхто не має власного житла і кожні десять років утопійці жеребом визначають хто в якому будинку житиме. Місто чисте, доглянуте, з квітучими садами.

#### Про службових осіб
Кожні тридцять господарств щорічно обирають службову особу — філарха. На чолі десяти філархів та їхніх господарств стоїть протофіларх. Всі філархи таємним голосуванням обирають довічного правителя із запропонованих народом кандидатів. Щоб запобігти змовам, заборонено вирішувати державні справи поза сенатом і народними зборами.

#### Про заняття утопійців
Всі жителі острова носять однаковий одяг — гарний, зручний, пристосований до холоду й спеки. Кожен острів'янин повинен бути обізнаний з двома заняттями — землеробством та своїм основним ремеслом. Обдарованих юнаків звільняють від праці, щоб вони могли повністю зосередитись на науці. Працюють утопійці по шість годин на день. Вільний час присвячують публічним читанням, спілкуванню, музиці, розумовим іграм або додатковій праці. Головна мета суспільного ладу в країні — наскільки це дозволяють суспільні потреби, позбавити громадян тілесного рабства, вивільнивши їм якнайбільше часу для духовної свободи й освіти.

#### Про взаємовідносини між громадянами
Населення міст підтримується сталим шляхом переїзду людей з міст, які мають надлишок населення, у міста з його нестачею або в колонії. Посеред кожного міста є ринок, куди всі віддають вироблені товари. Кожний голова сім'ї приходить сюди і без грошей, без будь-якої винагороди одержує потрібну річ. До згаданих ринків прилягають продовольчі ринки, куди доставляють продукти. Утопійці забороняють своїм громадянам убивати тварин, бо від цього у людей притуплюється милосердя — найлюдяніше почуття нашого єства. Цю брудну роботу виконують раби. Харчуються острів'яни (міська частина населення) спільно, у палаці філарха.

#### Про подорожі утопійців
Якщо якийсь остров'янин захоче відвідати інше місто, то він може це зробити лише з дозволу філархів та протофілархів. Перебуваючи не в своєму місті чоловіки й жінки займаються своїм ремеслом. Доброзичливо в Утопії ставляться до чужоземних гостей. Надлишок товарів жителі Утопії продають, а отримане за них золото тримають для різних потреб, перш за все для утримання найманого війська у випадку війни.

#### Про рабів
Рабами стають злочинці, які порушили закон в Утопії чи деінде. Вони змушені виконувати найтяжчу й найбруднішу роботу. Рабів обвішують золотом, щоб привчити утопійців зневажати цей метал. Утопія знає небагато законів, але всі вони чіткі та зрозумілі, щоб кожен міг їх знати і відстоювати свої права.

#### Про військову справу
До війни утопійці мають велику відразу, як до справи воістину звірячої. Незважаючи на це чоловіки й жінки наполегливо вправляються у військовому ремеслі. Війну вони ведуть лише щоб захистити себе і своїх союзників, звільнити якийсь народ від гніту тирана або, якщо якийсь народ нерозумно використовує свою територію, то жителі Утопії вважають, що мають право силою завоювати ці землі. Найбільше утопійці радіють безкровним перемогам, здобутим за допомогою хитрості та розуму. Воюють острів'яни перш за все силами найманців і союзників, до яких приєднуються добровольці з Утопії.

#### Про релігії утопійців
В Утопії є багато різноманітних релігій і всі ревно дотримуються віротерпимості. Прихильники всіх вірувань збираються в просторих спільних храмах і моляться кожний згідно зі своєю вірою. Не терплять утопійці атеїзму, суворо його засуджують. На їхню думку не може бути повноцінним громадянином той, хто не боїться вищих сил і ні у що не вірить крім себе самого.

## Переклади і видання українською
- Утопія; перекл. з лат. Йосипа Кобова // Мор Т., Кампанелла Т. Утопія. Місто Сонця / перекл. з лат.; вступ. слово Йосипа Кобова та Юрія Цимбалюка; передм. Йосипа Кобова. — К.: Дніпро, 1988. — С. 16—114. — (Вершини світового письменства, том 63).